# Laketown (Utah)
Pour les articles homonymes, voir Laketown.
Laketown est une municipalité américaine située dans le comté de Rich en Utah. Lors du recensement de 2010, sa population est de 248 habitants.
Fondée en 1864 sous le nom de Last Chance, la localité est renommée Laketown en 1877 lors de l'ouverture de son bureau de poste. Située sur la rive sud du lac Bear, la municipalité s'étend sur 2,59 milles carrés (6,71 km2).